# Liste der Regionen der Republika Srpska

Die Regionen der Republika Srpska mit ihren Verwaltungszentren

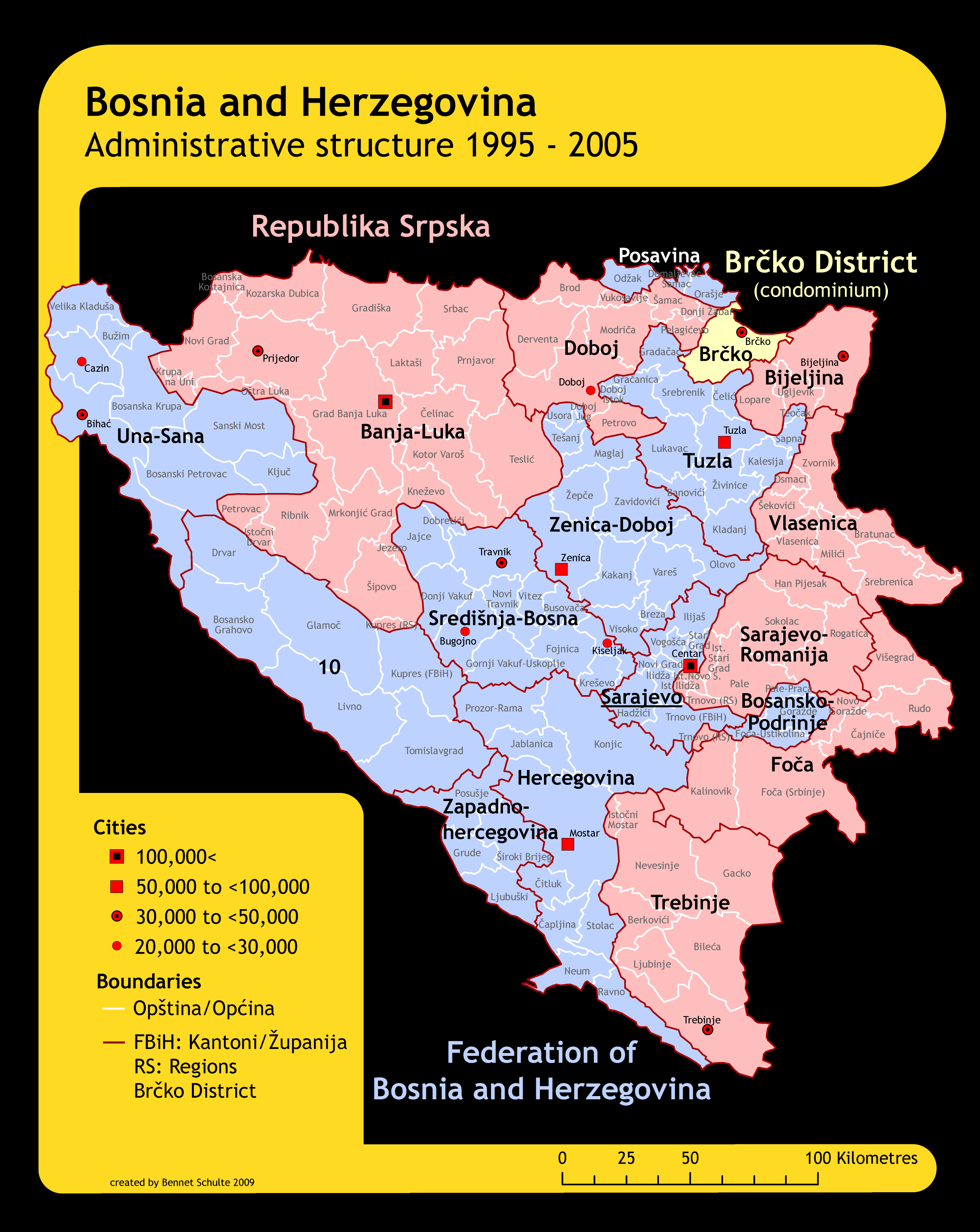
Regionen 2005

Die Republika Srpska besteht offiziell aus 63 Gemeinden. Diese sind zu sieben Regionen zusammengefasst, die eventuell nur statistischen Zwecken dienen.
| Region            | Verwaltungszentrum      | Anzahl Gemeinden | Einwohner |
| ----------------- | ----------------------- | ---------------- | --------- |
| Banja Luka        | Banja Luka (Hauptstadt) | 22               | 639.436   |
| Doboj             | Doboj                   | 9                | 195.994   |
| Bijeljina         | Bijeljina               | 3                | 147.769   |
| Vlasenica         | Zvornik                 | 7                | 139.111   |
| Sarajevo-Romanija | Istočno Sarajevo        | 8                | 80.413    |
| Foča              | Foča                    | 7                | 51.499    |
| Trebinje          | Trebinje                | 7                | 72.769    |